# Орбяска-де-Сус
Орбяска-де-Сус (рум. Orbeasca de Sus) — село у повіті Телеорман в Румунії. Входить до складу комуни Орбяска.
Село розташоване на відстані 70 км на південний захід від Бухареста, 18 км на північ від Александрії, 121 км на схід від Крайови.

## Населення
За даними перепису населення 2002 року у селі проживали 3237 осіб. Рідною мовою 3234 особи (99,9%) назвали румунську.
Національний склад населення села:
| Національність | Кількість осіб | Відсоток |
| -------------- | -------------- | -------- |
| румуни         | 3161           | 97,7%    |
| цигани         | 76             | 2,3%     |